# Karyamukti (Leles)
Karyamukti is een bestuurslaag in het regentschap Cianjur van de provincie West-Java, Indonesië. Karyamukti telt 2959 inwoners (volkstelling 2010).